# 千葉県道154号夷隅長者線
千葉県道154号夷隅長者線（ちばけんどう154ごう いすみちょうじゃせん）は、千葉県いすみ市を通る一般県道。

## 概要
- 起点：いすみ市国府台（国府台三差路、国道465号交点）
- 終点：いすみ市岬町長者（岬町長者交差点、千葉県道152号一宮椎木長者線交点）
- 総延長：7.379 km（夷隅土木事務所管内：7.379 km[1]）
- 重用延長：0.011 km（夷隅土木事務所管内：0.011 km）
- 実延長：7.368 km（夷隅土木事務所管内：7.368 km[1]）

### 道路施設

#### 橋梁・トンネル
- 風川橋（落合川、いすみ市国府台）
- 嘉谷トンネル（いすみ市細尾－いすみ市岬町嘉谷）

## 通過する自治体
- いすみ市

## 交差・接続する道路
- 国道465号 - いすみ市国府台（国府台三差路、起点）
- 千葉県道152号一宮椎木長者線 - いすみ市岬町長者（岬町長者交差点、終点）

## 周辺
- 清水観音（いすみ市岬町鴨根）
- いすみ市立中根小学校
- いすみ市立中根保育所
- いすみ市岬公民館
- 天神社